# Kuej-čou
Kuej-čou (zjednodušené znaky 贵州; tradiční znaky 貴州; pchin-jinem Gùizhōu) je provincie Čínské lidové republiky v jihozápadní Číně. Má rozlohu 176 167 km² a žije v ní přes 35 miliónů obyvatel. Jedná se o relativně chudou a ekonomicky nerozvinutou provincii, nicméně bohatou na nerostně, kulturní a environmentální zdroje. Demograficky patří mezi nejrozmanitější provincie, národnostní menšiny tvoří více než 37 % obyvatelstva. Hlavní městem je Kuej-jang.

## Geografie
Kuej-čou je hornatá provincie nacházející se na východním okraji Jünnansko-kuejčouská vysočiny. Nejvyšší hora, Ťiou-cchaj-pching, dosahuje výšky 2 900 m n. m.
V oblasti převládá vlhké subtropické podnebí.

## Administrativní členění
| Mapa provincie                                                                                    | Název (čínsky)                      | Název (čínsky)         | Název (čínsky)                      | Sídelní městský obvod  | Počet obyvatel (2010) |
| ------------------------------------------------------------------------------------------------- | ----------------------------------- | ---------------------- | ----------------------------------- | ---------------------- | --------------------- |
| Kuej-jang Liou-pchan-šuej Cun-i An-šun Pi-ťie Tchung-žen Čchien-si-nan Čchien-tung-nan Čchien-nan | český přepis                        | znaky                  | pchin-jin                           | Sídelní městský obvod  | Počet obyvatel (2010) |
| Kuej-jang Liou-pchan-šuej Cun-i An-šun Pi-ťie Tchung-žen Čchien-si-nan Čchien-tung-nan Čchien-nan | Městská prefektura                  |                        |                                     |                        |                       |
| Kuej-jang Liou-pchan-šuej Cun-i An-šun Pi-ťie Tchung-žen Čchien-si-nan Čchien-tung-nan Čchien-nan | Kuej-jang                           | 贵阳市                 | Guìyáng Shì                         | Jün-jen                | 2 297 339             |
| Kuej-jang Liou-pchan-šuej Cun-i An-šun Pi-ťie Tchung-žen Čchien-si-nan Čchien-tung-nan Čchien-nan | Pi-ťie                              | 毕节市                 | Bìjíe Shì                           | Čchi-sing-kuan         | 6 536 370             |
| Kuej-jang Liou-pchan-šuej Cun-i An-šun Pi-ťie Tchung-žen Čchien-si-nan Čchien-tung-nan Čchien-nan | Cun-i                               | 遵义市                 | Zūnyì Shì                           | Chung-chua-kang        | 6 127 009             |
| Kuej-jang Liou-pchan-šuej Cun-i An-šun Pi-ťie Tchung-žen Čchien-si-nan Čchien-tung-nan Čchien-nan | Tchung-žen                          | 铜仁市                 | Tóngrén Shì                         | Pi-ťiang               | 3 092 365             |
| Kuej-jang Liou-pchan-šuej Cun-i An-šun Pi-ťie Tchung-žen Čchien-si-nan Čchien-tung-nan Čchien-nan | Liou-pchan-šuej                     | 六盘水市               | Liùpánshuǐ Shì                      | Čung-šan               | 2 851 180             |
| Kuej-jang Liou-pchan-šuej Cun-i An-šun Pi-ťie Tchung-žen Čchien-si-nan Čchien-tung-nan Čchien-nan | An-šun                              | 安顺市                 | Ānshùn Shì                          | Si-siou                | 4 324 561             |
| Kuej-jang Liou-pchan-šuej Cun-i An-šun Pi-ťie Tchung-žen Čchien-si-nan Čchien-tung-nan Čchien-nan | Autonomní kraje                     |                        |                                     |                        |                       |
| Kuej-jang Liou-pchan-šuej Cun-i An-šun Pi-ťie Tchung-žen Čchien-si-nan Čchien-tung-nan Čchien-nan | Čchien-si-nan (puejský a miaoský)   | 黔西南布依族苗族自治州 | Qiánxī'nán Bùyīzú Miáozú Zìzhìzhōu  | městský okres Sing-i   | 2 805 857             |
| Kuej-jang Liou-pchan-šuej Cun-i An-šun Pi-ťie Tchung-žen Čchien-si-nan Čchien-tung-nan Čchien-nan | Čchien-nan (puejský a miaoský)      | 黔南布依族苗族自治州   | Qiánnán Bùyīzú Miáozú Zìzhìzhōu     | městský okres Tu-jün   | 3 231 161             |
| Kuej-jang Liou-pchan-šuej Cun-i An-šun Pi-ťie Tchung-žen Čchien-si-nan Čchien-tung-nan Čchien-nan | Čchien-tung-nan (miaoský a tungský) | 黔东南苗族侗族自治州   | Qiándōngnán Miáozú Dòngzú Zìzhìzhōu | městský okres Kchaj-li | 3 480 626             |